# Sallywalkerana phrynoderma
Espèce
Synonymes
- Rana phrynoderma Boulenger, 1882
- Indirana phrynoderma Laurent, 1986

Statut de conservation UICN

 CR B1ab(iii) : 
En danger critique
Sallywalkerana phrynoderma est une espèce d'amphibiens de la famille des Ranixalidae.

## Répartition et habitat
Cette espèce est endémique des Anamallai Hills, dans les Ghâts occidentaux en Inde. Elle se rencontre à environ 500 m d'altitude au Tamil Nadu et au Kerala.
C'est une espèce terrestre qui vit sur la litière de feuille de la forêt tropicale humide.

## Description
Sallywalkerana phrynoderma mesure environ 35 mm. Son dos est brun gris foncé ; son ventre est blanc tacheté de brun.

## Étymologie
Son nom d'espèce, du grec phrynos, « crapaud », et derma, « peau », lui a été donné en référence aux nombreuses verrues et replis que présente la peau de son dos.

## Publication originale
- Boulenger, 1882 : Catalogue of the Batrachia Salientia s. Ecaudata in the collection of the British Museum, ed. 2, p. 1-503 (texte intégral).